# Gerhard Kulitze

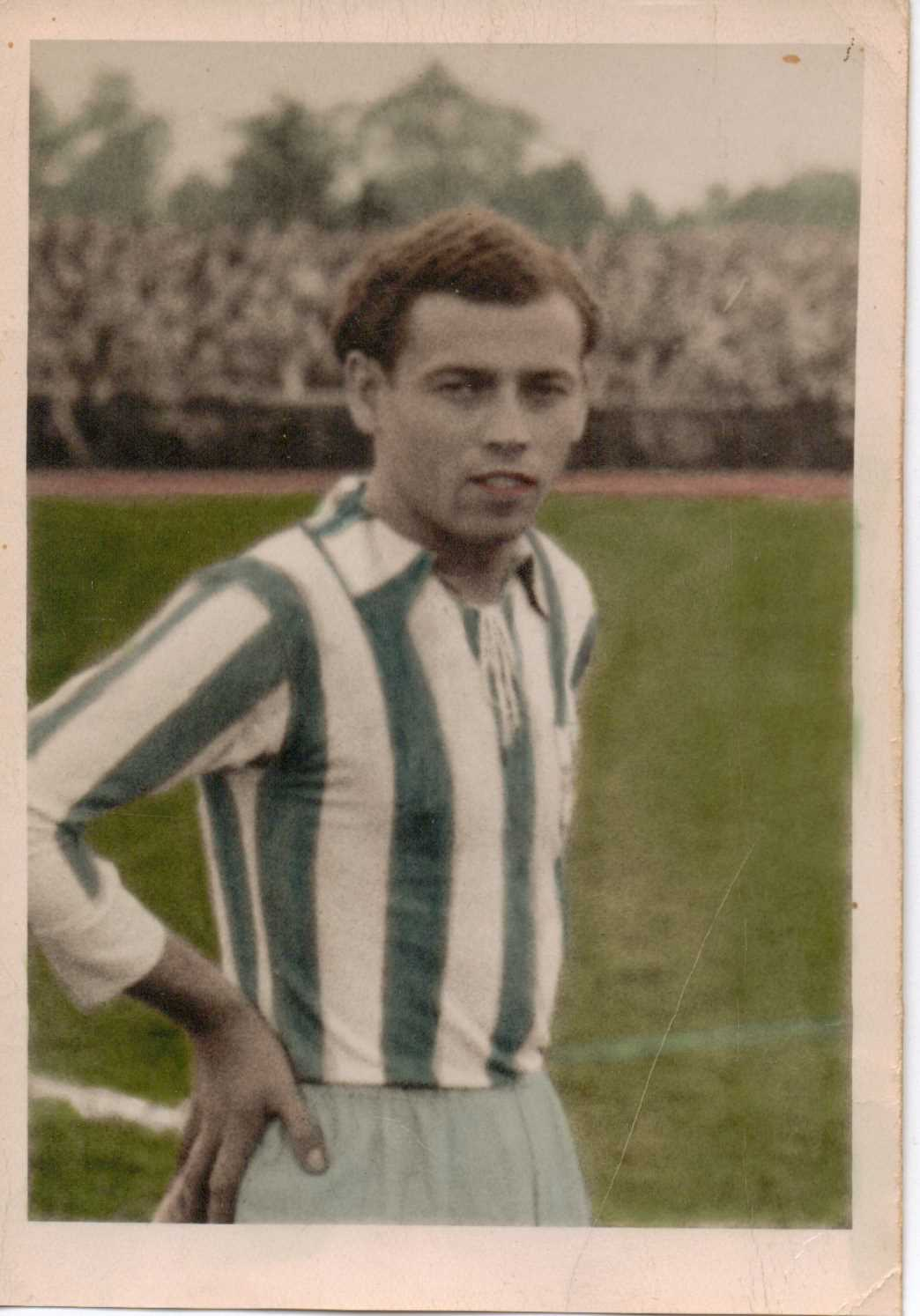
Gerhard Kulitze 1952

Gerhard Kulitze (* 3. April 1927 in Märzdorf; † 27. April 2008 in Halle (Saale)) war ein deutscher Fußballspieler und Fußballtrainer.

## Sportliche Laufbahn
Kulitze geriet im Zweiten Weltkrieg in Kriegsgefangenschaft, aus der er 1948 zu seiner Familie in deren neue Heimat Halle (Saale) zurückkehrte. Er spielte daraufhin bei ZSG Union Halle, die die Fußball-Ostzonenmeisterschaft 1949 gewann. Im Endspiel wurde Kulitze jedoch nicht aufgeboten. In der Saison 1951/52 wurde er mit der aus der ZSG Union Halle hervorgegangenen BSG Turbine Halle Fußballmeister der DDR. Im entscheidenden Spiel am 20. April 1952 gelang Kulitze das zwischenzeitliche Ausgleichstor, bevor Knefler das Siegtor gelang, das Halle die Meisterschaft sicherte. Ab 1953 spielte er bei Holstein Kiel in der Oberliga Nord.
Nach kurzem Aufenthalt beim VfB Lübeck kehrte Kulitze 1955 nach Halle zurück, was gleichzeitig das Ende seiner aktiven Fußballerlaufbahn bedeutete. Es folgten Trainerstationen unter anderem in Nachterstedt, Amsdorf, Mücheln (Geiseltal) und Bitterfeld.